# Lista de representações de e
A constante matemática e pode ser representada de diversas formas como um número real. Por e ser um número irracional, o mesmo não pode ser representado como uma fração, podendo porém ser representado como uma fração contínua. Usando o cálculo, e pode ser representado como série infinita, produto infinito ou limite de uma sequência.

## Representação como uma fração contínua
Euler provou que o número e é representado como a fração contínua simples infinita (sequência A003417 na OEIS):
{\displaystyle e=[2;1,{\textbf {2}},1,1,{\textbf {4}},1,1,{\textbf {6}},1,1,{\textbf {8}},1,1,\ldots ,{\textbf {2n}},1,1,\ldots ].\,}
Sua convergência pode ser triplicada permitindo apenas um número fracional:
{\displaystyle e=[1,{\textbf {0.5}},12,5,28,9,44,13,60,17,\ldots ,{\textbf {4(4n-1)}},{\textbf {4n+1}},\ldots ].\,}
Seguem algumas frações contínuas generalizadas infinitas de e. A segunda é gerada da primeira por uma simples transformação de equivalência. A última é equivalente a [1, 0.5, 12, 5, 28, 9, ...].
{\displaystyle e=2+{\cfrac {1}{1+{\cfrac {1}{2+{\cfrac {2}{3+{\cfrac {3}{4+{\cfrac {4}{5+\ddots }}}}}}}}}}=2+{\cfrac {2}{2+{\cfrac {3}{3+{\cfrac {4}{4+{\cfrac {5}{5+{\cfrac {6}{6+\ddots \,}}}}}}}}}}}
{\displaystyle e=2+{\cfrac {1}{1+{\cfrac {2}{5+{\cfrac {1}{10+{\cfrac {1}{14+{\cfrac {1}{18+\ddots \,}}}}}}}}}}=1+{\cfrac {2}{1+{\cfrac {1}{6+{\cfrac {1}{10+{\cfrac {1}{14+{\cfrac {1}{18+\ddots \,}}}}}}}}}}}
Esta última é um caso especial da fórmula geral para a função exponencial:
{\displaystyle e^{\frac {2x}{y}}=1+{\cfrac {2x}{y-x+{\cfrac {x^{2}}{3y+{\cfrac {x^{2}}{5y+{\cfrac {x^{2}}{7y+{\cfrac {x^{2}}{9y+\ddots \,}}}}}}}}}}}